# Strada dei Castelli Orientali
La Strada dei Castelli Orientali è un antichissimo percorso che costeggia il confine tra Italia e Slovenia, a ridosso della Alpi Giulie, caratterizzato dalla presenza di una grande quantità di castelli di epoca medievale. Parte integrante della Terra dei Castelli patriarcali, essa costituisce la linea difensiva di origini tardoantiche che era posta a difesa dei possessi dello Stato Patriarcale di Aquileia, principato indipendente vassallo del Sacro Romano Impero, che coincide essenzialmente con l'odierno Friuli.

## Il percorso
Il percorso della Strada dei Castelli Orientali si sviluppa in direzione Nord-Sud, e coincide con parte del tracciato delle attuali SS 13 Pontebbana (circa 22 km da Venzone a Tarcento) e SR 356 Cividalese (circa 26 km da Tarcento a Cividale del Friuli). La Strada tocca una fitta serie di centri abitati, e si sviluppa lungo gli attuali comuni di Venzone, Gemona, Artegna, Magnano, Tarcento, Nimis, Povoletto, Attimis, Faedis, Torreano e Cividale. Si tratta come detto di un percorso antichissimo, che costeggiava i confini orientali dell'antico Stato Patriarcale di Aquileia (grosso modo coincidenti con l'attuale confine tra Italia e Slovenia), a ridosso dei rilievi delle Prealpi Giulie; la strada collegava Cividale, capitale del Patriarcato, alla via Iulia Augusta e quindi ai territori settentrionali del Sacro Romano Impero. Per la sua funzione strategica, difensiva e di collegamento, lungo tutto il percorso era dislocata una formidabile rete difensiva di castelli e fortezze.
Il percorso descrive un arco intorno al castello di Udine (ultima sede dei Patriarchi): quasi tutti i castelli furono infatti costruiti per essere ben visibili dalla torre principale del castello del capoluogo friulano, evidentemente per trasmettere con rapidità segnali di pericolo. Ancor oggi, dalla specola del Castello, è possibile ammirare distintamente i siti dei manieri che non sono andati in rovina.
Gli estremi della Strada coincidono con le città fortificate di Venzone e Cividale, poste a guardia delle principali vie di accesso alla regione da Nord-est. Venzone presidia infatti l'antica strada romana (chiamata poi Iulia Augusta) che portava da Aquileia alla provincia settentrionale del Norico (odierna Austria), all'altezza della confluenza delle due arterie principali dirette a Nord attraverso Tarvisio e attraverso il passo di Monte Croce. Cividale invece fu fondata già da Giulio Cesare a protezione di uno dei principali passaggi verso Est, che lungo le valli del fiume Natisone porta verso l'attuale Slovenia.
Il sistema difensivo si completa con una lunga serie di castelli, collocati in posizioni strategiche a presidio di valli, vie di accesso, incroci di strade e corsi d'acqua lungo tutto il percorso che va da Venzone a Cividale. La particolare collocazione delle strutture difensive è comunque pensata in stretta connessione con il territorio del Patriarcato, e quindi i castelli si affacciano praticamente tutti sulla pianura friulana, offrendo spesso vedute spettacolari. Esso faceva parte del sistema integrato di protezione dello stato feudale del patriarcato di Aquileia, che nel suo complesso era difeso da oltre 130 castelli, oltre alle città e alle abbazie fortificate.
Si tratta di edifici sostanzialmente coevi: anche se fondati in momenti diversi, tutti i Castelli vissero il momento di massimo splendore tra i secoli XI e XV (ovvero per tutta la durata dello Stato Patriarcale), per essere gradualmente abbandonati dopo la conquista del Friuli da parte di Venezia (1420); molti caddero in rovina a causa del terribile terremoto del 1511, per non essere più ricostruiti.

## I castelli
Segue un elenco di tutti i principali siti fortificati lungo la Strada che sono ancora visibili. Sicuramente ve ne erano molti altri, spesso citati dalle fonti, per i quali tuttavia non è stato possibile identificare il sito.
- Città fortificata di Venzone (Clausas de Albiciones)
- Castello di Gemona (Glemona)
- Castello di Artegna (Artenia)
- Castello di Prampero di Magnano (Brandberg)
- Castello Superiore di San Lorenzo di Tarcento
- Castello Inferiore di Coia di Tarcento
- Castello della Motta di Savorgnano
- Castello di Cergneu (Cernedum)
- Castello Superiore di Attimis (Attems)
- Castello Inferiore di Attimis (Attems)
- Castello di Partistagno (Berthstein)
- Castello di Cucagna
- Castello di Zucco (Chucco)
- Castello di Soffumbergo (Scharfemberg)
- Castello di Zuccola di Cividale
- Castello di Guspergo (Uruspergo)
- Castello di Gronumbergo (Grunenberg)
- Castello di Ahrensperg
- Castello di Antro
- Città fortificata di Cividale

## I protagonisti
Protagonisti assoluti della storia della Terra dei Castelli patriarcali furono imperatori, patriarchi e i loro nobili vassalli.
Tra i Patriarchi è opportuno ricordare almeno i seguenti:
- Sigeardo di Beilstein (1068-1077), bavarese, che ottenne dall'imperatore Enrico IV nel 1077 l'investitura dei diritti feudali sul territorio del Patriarcato che così divenne principato indipendente
- Bertoldo di Andechs (1218-1251), bavarese, che con una serie di azioni militari protesse i confini del Patriarcato contro le velleità espansionistiche degli stati vicini
- Bertrando di San Genesio (1334-1350), francese, che consolidò il potere del Patriarcato contro le velleità dei nobili feudatari e fu promotore di insuperate azioni di sviluppo sociale e culturale del territorio

Tra gli imperatori, si citano senz'altro le seguenti dinastie:
- gli Ottoni di Sassonia (962-1024), che rilanciarono il territorio friulano dopo le scorrerie degli Ungari affidandosi all'azione dei Patriarchi, cui concessero terreni e immunità anche prima della creazione dello stato patriarcale
- i Salici di Franconia (1024-1125), cui si deve, tramite Enrico IV, l'investitura formale del patriarca e la creazione dello Stato Patriarcale di Aquileia (1077)

Numerosissime furono infine le famiglie nobiliari che abitarono le fortezze posti lungo la Strada dei Castelli Orientali, dapprima vassalli del Sacro Romano Impero, e quindi dello Stato Patriarcale dopo il 1077. Essi furono in massima parte di origine germanica, fedelissimi degli imperatori chiamati a governare il territorio friulano e garantirne la difesa, secondo le più antiche consuetudini feudali. Essi si insediarono in posizioni strategiche, spesso già occupate nei secoli precedenti da torri o fortificazioni di età tardoantica, gota o longobarda, e presero sovente il nome dalla località in cui si trovava il loro castello. Se ne citano alcuni:
- la famiglia Attems, tirolese, titolare del feudo di Attimis e quindi prima proprietaria dei castelli di Attimis Superiore, Attimis Inferiore, Partistagno e Cergneu
- la famiglia di Prampero, bavarese, ininterrottamente titolare del Castello di Magnano (BrandBerg) fino ad oggi
- la famiglia Cucagna, sveva, titolare dei Castelli di Cucagna e Zucco sopra Faedis
- la famiglia Savorgnan, morava, titolare del feudo della Motta di Savorgnano, signori delle acque di Udine e che svolsero un ruolo fondamentale nelle vicende friulane del XV e XVI secolo
- la famiglia di Zuccola, stiriana, titolare del Castello omonimo sopra Cividale e a lungo avversaria del Patriarca.

## Visita ai castelli

### Città fortificata di Venzone
Il sito viene citato per la prima volta nel 923 come Clausas de Albiciones, mentre è del 1001 il primo documento relativo alla città Venzone. Si tratta di un diploma dell'imperatore Ottone III con il quale si concedeva al Patriarca d'Aquileia l'erbatico del Canal del Ferro intendendo con ciò un'ampia zona, di grande valore, coperta di erba, contrariamente alla pianura friulana che in quei tempi contava quasi esclusivamente boschi e paludi. Nel 1258 Glizoio di Mels, diventato signore del luogo, fece iniziare la costruzione delle fortificazioni: una doppia cinta muraria circondata da un profondo fossato, di pianta esagonale con lati ineguali. Le mura, alte 8 metri e larghe 1,5 erano robustamente ancorate ad un sistema di 15 torri.
Nel 1335 il feudo di Venzone venne ceduto a Giovanni Enrico di Gorizia al quale subentrò il Patriarca di Aquileia, che l'anno successivo però espugnò la cittadina annettendola al Patriarcato. Nel 1351 Venzone passò nuovamente come feudo al duca d'Austria Alberto II e nel 1381 divenne finalmente libera comunità. Nel 1420 passò a far parte, come tutto il Friuli, della Repubblica di Venezia. In quel periodo Venzone raggiunse il suo massimo splendore con oltre 2 000 abitanti.
Il passaggio da Venzone è tappa obbligata per chi percorra la SS13 Pontebbana, costeggiata dalle mura dell'abitato che è stato radicalmente ristrutturato dopo il terremoto del 1976.
|  |  |  |  |
|  |  |  |  |

### Castello di Gemona
Il Castello di Gemona del Friuli è posizionato sul primo rilievo alle spalle di Venzone, punto ideale per il controllo della via Iulia Augusta visto che la pianura del vicino Tagliamento era in antico prevalentemente paludosa. Sorto su un sito già frequentato in epoca romana, il Castello è citato per la prima volta da Paolo Diacono nel 611 in epoca longobarda (castrum Glemonae). Nuovamente citato da un documento imperiale del 1001, risulta in origine occupato dai “domini de Glemona”, forse discendente da una famiglia longobarda. Nelle carte del Duecento c’è memoria di una seconda costruzione contigua, forse di pertinenza del patriarca (castrum domini Patriarchae). Gemona dovette subire numerosi attacchi e si trovò più volte al centro d'importanti imprese belliche, soprattutto contro la vicina cittadina rivale Venzone. Nella seconda metà del XII secolo Gemona fu libero comune, con propri statuti, mentre nel XIII e XIV secolo fu importante centro di traffici commerciali sotto il Patriarcato di Aquileia: con l'istituto del Niederlech ("scarico"), si imponeva infatti ai mercanti in transito di depositare le merci e pagarvi un dazio e di trascorrere la notte in città. Con il terremoto del 1511 il castello rovinò e con parte delle sue pietre venne costruito il nuovo palazzo comunale.
Gli edifici del colle nei secoli subirono molti rimaneggiamenti. Si presume in origine ci fossero tre torri, almeno nel cinquecento. Intorno alla sommità dell’altura correva una cerchia di mura con basse torri di difesa. Il castello è andato definitivamente distrutto con il terremoto del 1976, mentre dal dicembre 2008 sono stati riaperti i giardini pubblici del castello. Attualmente sono in corso opere di ristrutturazione e il sito non risulta accessibile.
|  |
|  |

### Castello di Artegna (Castello Savorgnan)
Artegna si trova a nord di Udine e ai piedi delle Prealpi Giulie; il colle di San Martino su cui sorge il Castello domina il tracciato dell'antica via Iulia Augusta. Già in periodo romano imperiale sul colle sorgeva un insediamento fortificato, e Paolo Diacono cita la rocca quale riparo dei Longobardi durante l'incursione degli Avari nel 610. In periodo medievale sorsero due castelli, il superiore e l'inferiore, il primo distrutto poi dai gemonesi nel 1381, il secondo a lungo stabile dimora dei signori d'Artegna, dopo che nel 1253 Guarnerio d'Artegna ricevette l'investitura dal Patriarca. Nel seguito il castello fu spesso teatro di scontri tra i patriarchi e gli Artegna che lo portarono alla distruzione nel 1387. Riedificato nel 1410 e nel 1418 per ordine del patriarca, il Castello di Artegna passò ai Savorgnan nel 1400 subendo nel 1499 l'assalto dei Turchi. In seguito a numerosi passaggi di proprietà, il maniero giunse agli attuali proprietari, i conti Bonati Savorgnan d'Osoppo.
Facilmente raggiungibile in auto, è possibile visitare il sito del Castello Superiore sulla sommità del colle, con la torre oggi trasformata in campanile, e ammirare dall'esterno il Castello Inferiore adiacente.
|  |  |  |
|  |  |  |

### Castello di Magnano (Castello di Prampero)
Il Castello di Prampero sorge nel comune di Magnano in Riviera, su un'altura isolata dal resto dell'abitato sulla strada per Tarcento. Esso fu fondato nel 1025, quando il patriarca di Aquileia concesse il feudo a un nobile proveniente dalla città di Augusta in Baviera, che assunse dal 1107 il nome di Prampero, dal tedesco Brand (luogo disboscato con il fuoco) e Berg (castello). La prima attestazione del Castello è dell’aprile 1265: “de uno colle sito in villa de Prampergo”.
Il Castello di Prampero si compone di un muro di cinta conglobante tre torri, una porta ed alcuni locali. Dalle torri si controllavano le strade sottostanti riscuotendo i pedaggi necessari alla manutenzione delle vie di comunicazione, e si sorvegliavano i lavori agricoli; la corte interna serviva per custodire utensili e prodotti. Nel 1870 il castello e il colle furono acquistati dai fratelli di Prampero, divenendo pertanto un bene privato della storica famiglia, con ininterrotta genealogia dalle origini ai giorni nostri. L'archivio familiare di Prampero ha consentito uno studio rigoroso dell'edificio, confortato anche da tre campagne di scavi archeologici.
Il sito è facilmente raggiungibile in auto, poco oltre l'abitato di Magnano in direzione di Tarcento. Ai piedi del colle del castello è stata ricostruita recentemente l'antica chiesa castellana. 
|  |
|  |

### Castelli di Tarcento (Castello di San Lorenzo e Castello di Coia)
Il colle su cui sorgevano i due Castelli di Tarcento domina un importante crocevia, dove dalla via Iulia Augusta si staccano la strada che conduce a Cividale (strada Cividalese) e quella che, risalendo l'alto corso del Torre, porta al valico di Tanamea verso l'attuale Slovenia.
Il Castello Superiore, detto di San Lorenzo, sorgeva sulla vetta del colle, probabilmente sul sito di una fortificazione di epoca romana. Il loco de Tercento è comunque citato per la prima volta in un documento del 1126, feudo dei signori di Machland e poi passato di mano varie volte fino al 1281, quando divenne possesso di Artico dei signori di Castello, poi detti Frangipane, e alla quale appartenne nei secoli successivi.
Il Castello Superiore fu definitivamente smantellato alla fine del secolo XIV, concentrando le attenzioni su quello Inferiore, o Castello di Coia, ampliato e migliorato nelle difese. Anche questo, tuttavia, venne abbandonato, successivamente ai gravi danneggiamenti subiti durante i disordini e il terremoto del 1511. Quello che ancor oggi rimane, ridotto a poco più di un rudere, è chiamato dai friulani “Cjscjelat”, ovvero “castellaccio”. Dell'originaria struttura resta ben conservato l'angolo del torrione, sul quale sono visibili le tracce dei vari piani dalle quali si intravedono rari affreschi.
I siti dei due Castelli sono facilmente raggiungibili in auto dal centro di Tarcento, e i resti sono sempre visitabili.
|  |  |  |  |
|  |  |  |  |
|  |  |  |  |

### Castello della Motta di Savorgnano (Castello di Romeo e Giulietta)
Il Castello della Motta di Savorgnano ha una collocazione decisamente affascinante, che ne fa un unicum nell'intero contesto della Terra dei Castelli patriarcali. Immersi in una fitta boscaglia, i ruderi sono disposti sulla cima (quota 222 m) dell'estremità sud-ovest di un crinale, presso la confluenza di due corsi d¹acqua: il torrente Torre, che lo lambisce ad ovest e il rio Motta, posto sul fondo di una stretta valletta sul versante orientale. La posizione era strategica: collocato su un'altura avanzata rispetto alla strada di collegamento per Cividale, esso era finalizzato a controllare essenzialmente le vie d'acqua. Il riferimento non è tanto ai corsi sopra citati, quanto alle rogge che, deviate dal Torre proprio in questo punto, erano essenziali per irrigare le campagne della pianura friulana e e approvvigionare di acqua i centri più importanti, in primis Udine. Proprio per questo gli occupanti del Castello della Motta potevano fregiarsi del titolo di signori delle acque.
Di origine probabilmente più antica, il Castello della Motta è citato per la prima volta nel 921 (castrum Saborniano) come concessione imperiale. La concessione in feudo ai nobili Savorgnan è documentata solo dopo il 1257, con la citazione di Rodolfo di Savorgnano che, definito "tenace ghibellino", si schiera con il conte di Gorizia contro il patriarca. Questo portò alla successiva perdita di diritti sul feudo, con conseguenza abbastanza confuse. Alcuni sostengono che i Savorgnano discendenti da Rodolfo vengano sostituiti da nuovi feudatari, il cui capostipite è identificato con Federico di Colmalisio. Altri storici ipotizzano che i discendenti di Federico abbiano una relazione di parentela con il ceppo dei vecchi Savorgnano e si insedino nel castello insieme ai primi. Il castello è rimasto nelle mani di questa famiglia nobile, fra le più ricche e potenti del panorama feudale friulano, fino al suo definitivo abbandono avvenuto nel corso del XV secolo, con il definitivo trasferimento della famiglia nel palazzo di città a Udine.
Attualmente il sito è praticamente irraggiungibile. I due percorsi a piedi sono particolarmente impervi, anche per l'assenza di una pista o di un sentiero, e manca qualsiasi indicazione sull'esatta ubicazione del castello. Le possibilità sono due: da sud-ovest, risalendo il letto del rio Motta e quindi arrampicandosi sulla scoscesa parete settentrionale del colle, oppure da nord-est, sempre arrampicandosi sul ciglio franoso del crinale, lato che, con molta probabilità, corrispondeva all'antico accesso al sito. Sul posto, completamente nascosti dalla vegetazione, vi sono i resti d'una muraglia a sostegno del terrapieno difensivo e, più in alto, quelli di altre due cortine protettive, oltre al basamento quadrato della torre maestra, e ai pochi resti del palatium.
Secondo una ricerca recente, tra gli ultimi abitanti del Castello furono gli avi dii Lucina Savorgnan e Luigi Da Porto, i personaggi storici alle cui tormentate vicende amorose (ai tempi delle faide tra famiglie udinesi che sfociarono nelle stragi del giovedì grasso 1511) pare ispirata la tragedia shakespeariana di Romeo e Giulietta. Lo stesso Luigi, infatti, tra 1512 e 1524 fu uno dei primi estensori della novella poi ripresa dal drammaturgo inglese, che quindi andrebbe intese in chiave autobiografica. Anche per questo il Castello della Motta è stato, in tempi recenti, ribattezzato il Castello di Romeo e Giulietta.
|  |  |  |
|  |  |  |

### Castello di Cergneu
Il Castello di Cergneu si trova nell'omonima frazione del comune di Nimis, su un'altura che controlla la strada che, proveniente da Cividale attraverso il passo di Monte Croce, conduce a Nord a Tarcento (verso la via Iulia Augusta) e Ovest alla Motta di Savorgnano. Si tratta di un territorio già frequentato in epoca tardoantica (antica Cernedum), nelle cui vicinanze sorgeva il Castrum Nemas citato da Paolo Diacono tra i principali castelli utilizzati dai Longobardi come difesa dalle scorrerie degli Avari nel 610.
Come già per i Castelli di Attimis (Superiore, Inferiore e di Partistagno), nel 1170 il territorio di Cergneu fu donato al patriarca d'Aquileia da Voldarico marchese di Toscana, tra i primi a fregiarsi del titolo di Attems. Il Patriarca a sua volta concesse il feudo ai Savorgnan, nella persona dei figli di Corrado, Detalmo e Pietro che assunsero il titolo di Savorgnan di Cergneu; i resti del castello (citato per la prima volta nel 1270) appartengono tuttora ai discendenti della famiglia (dal 1480 Savorgnan di Brazzà-Cergneu). Ampliato nel 1386, esso fu abitato fino al XV secolo. Danneggiato a seguito del terremoto del 1511, anche a causa della posizione defilata e della decaduta importanza strategica, il Castello di Cergneu fu abbandonato e andò in rovina. I resti, ancora imponenti con la torre, il mastio e parte della cortina, si raggiungono percorrendo l'antica stradina castellana (con tracce dell'originale lastricato) attraverso la selva.
Ai resti del castello di Cergneu si arriva percorrendo una breve e ripida strada lastricata che parte da Cergneu Inferiore, il cui attacco è ben segnalato. Dopo aver raggiunto e superato la chiesetta dei Santi Pietro e Paolo (in origine Santa Maria Maddalena), fondata nel 1323, un sentiero si apre immediatamente sulla viste delle imponenti rovine del castello. In alternativa è possibile accedere al Castello da una più comoda strada forestale carrabile, che parte dallo stesso punto.
Dell'edificio ora rimangono ben conservate le pareti nord. Si vedono ancora i tracciati (ora in scavo e restauro) dei diversi edifici che erano racchiusi dalle possenti mura.
|  |  |  |
|  |  |  |

### Castello Superiore e Castello Inferiore di Attimis
Due furono i castelli di Attimis: il Superiore e l’Inferiore. Entrambi si trovano sull'altura sovrastante l'abitato di Attimis, a controllo della via che collegava Cividale a alla via Julia Augusta, e a controllo dei passi che conducono nell'attuale Slovenia.
Per il Castello Superiore è stata proposta dalla tradizione un'origine di età romana, comunque non documentata dalle ricerche archeologiche e ipotizzabile solo per la vicinanza di insediamenti tardoantichi (fornace di Ravosa) e del sito fortificato di S. Giorgio di Attimis, di probabile matrice gota. Citato per la prima volta nel 1106: castrum jacet [...] ad locum qui dicitur Attems, il Castello Superiore appartenne dapprima ai nobili bavaresi di Moosburg, che lo donarono nel 1106 alla futura famiglia Attems: Konrad, dei conti tirolesi di Lurn, forse crociato, fu infatti il primo a prendere questo titolo. Da questi il castello passò al genero Voldarico, marchese di Tuscia, che ampliò notevolmente la struttura e a sua volta lo donò nel 1170, insieme al Castello di Partistagno, al Patriarcato di Aquileia. Il feudo fu contestualmente riassegnato alla famiglia degli Attems nelle figure dei nobili Arpone ed Enrico, capostipiti di due diversi rami della famiglia (Attems dell'Orso e Attems del Tridente).
Il Castello Inferiore sarebbe stato costruito tra il 1250 e il 1260 dal patriarca, che nel 1275 lo assegnò in feudo ad Artinido Attems. In seguito alle tendenze avverse di questi (alleatosi con i da Camino), il patriarca impose all'Attems la scelta tra la fedeltà e l'abbattimento del castello (1294). Nel 1377 gli Attems riottennero l’investitura di entrambi i manieri dal patriarca, ma già nel 1387 la stessa famiglia si divise: gli occupanti il Castello Superiore in favore dei da Camino e dei Savorgnan di Udine, e gli Attems del Castello Inferiore a fianco dei da Carrara e del Patriarca. Ne seguirono lunghe lotte tra i due rami della stessa famiglia, arroccate nei vicini castelli, al punto che Udine inviò al Castello Superiore una bombarda (uno dei primi casi in Italia), con i quali fu preso di mira il Castello Inferiore seriamente danneggiato.
Entrambi i Castelli furono abitati almeno fino al terremoto del 1511. Successivamente, anche per l'inadeguatezza delle strutture all'attacco delle armi da fuoco, gli Attems eressero ai piedi del colle una nuova villa fortificata, provvista di torri (unite nel 1637), che andò però distrutta nel settembre del 1944.
Ai resti dei Castelli Inferiore e Superiore di Attimis si arriva percorrendo un ripido sentiero che sale dall'abitato di Attimis, non lontano dal Museo Archeologico Medievale di Attimis. In 20 minuti si raggiunge un bivio che a sinistra conduce alle rovine dell'Inferiore (quota 352 m) e a destra, dopo altri 10 minuti di salita, al Superiore (quota 374 m). Gli stessi sono più facilmente raggiungibili dalla strada carrabile che sale all'abitato di Porzus, da cui si staccano due sentieri segnalati da appositi cartelli a 5 minuti di distanza da ciascuno dei Castelli.
Recentemente restaurato, del Castello Superiore restano oggi la torre mastio pentagonale senza porta di accesso (forse sul sito di una torre di epoca romana) e una parte delle murature (domus e basamento di una torre), oltre al portale di accesso e ai resti di quella che forse era una casa di guardia o la chiesa castellana sul sentiero di accesso.
Del Castello Inferiore rimangono invece solo i resti della torre maestra (due pareti a L), assediati dalla boscaglia, e i tracciati degli altri ambienti. La cinta muraria era poligonale e dotata di fossato. 
|  |  |  |  |
|  |  |  |  |
|  |  |  |  |
|  |  |  |  |
|  |  |  |  |

### Castello di Partistagno
Il Castello di Partistagno si trova sull'altura (quota 320 m) che controlla la strada Cividalese, in località Borgo Faris (Attimis), superati i Castelli di Attimis in direzione di Faedis. L'etimologia del nome (Berth Stein, rocca brillante) tradisce l'origine germanica del complesso, forse per opera della stessa famiglia bavarese dei Moosburg che edificò il Castello Superiore. Citato per la prima volta nell'anno 1096, il Castello passò quindi in proprietà dei nobili Attems a metà del XII secolo, e fu donato da Voldarico nel 1170 al Patriarca insieme al Castello Superiore. Esso fu quindi concesso in feudo ai signori di Faedis, che da allora presero il titolo di Partistagno poi trasmesso dal 1275 alla famiglia dei Cucagna. A partire dal XVI secolo il luogo venne abbandonato ed iniziò una lenta rovina.
Oggi, dopo un'importante ristrutturazione (anni 2012-2013), sono visibili e visitabili il nucleo originario sommitale, costituito dal mastio, dalla chiesa di Sant'Osvaldo, dalla cisterna e dal corpo di fabbrica occidentale, e più sotto il trecentesco Palatium, la cui precisa data di costruzione è incerta, munito di eleganti bifore e sviluppato su tre piani. Il sito è raggiungibile da Borgo Faris in circa quindici minuti, sia a piedi percorrendo l'antico sentiero che si snoda sotto il Castello, oppure direttamente in auto, seguendo la strada forestale che parte dal vicino monastero delle Clarisse. La proprietà del sito è pubblica, e le sale sono visitabili in date specifiche o in occasioni di eventi (per informazioni rivolgersi al Museo Archeologico Medievale di Attimis).
|  |  |  |  |
|  |  |  |  |
|  |  |  |  |

### Castello di Cucagna e Castello di Zucco (Chucco)
Il Castello di Cucagna e il Castello di Zucco (Chucco) sorgono nel territorio di Faedis, sullo stesso rilievo, il primo in posizione più elevata (quota 357 m) e il secondo poco sotto (quota 299 m). I due castelli, insieme alla fortezza di Rodingerio posta sulla vetta del rilievo omonimo, costituivano un complesso difensivo posto a guardia della strada Cividalese (verso la via Iulia Augusta), e soprattutto del passaggio verso Est costituito dalla valle del torrente Grivò e del Canale del Ferro, che conduce fino all'attuale Slovenia.
Il Castello di Cucagna risulta fondato nel 1027, e fu sede della nobile famiglia sveva degli Auersberg. Il nome Cucagna, di origine germanica, è attestato già dal 1106. Più volte ampliato, nel 1310 i Cucagna costruirono un Palatium sfidando l'autorità patriarcale che assediò il Castello e riportò i vassalli alla sottomissione. Il complesso raggiunse la massima estensione alla fine del XIV secolo. Il castello è ancor oggi dominato dalla torre centrale (XI secolo) e dai palazzi del lato valle (Palazzo superiore del XII, e Palazzo inferiore XIV secolo).
Il Castello di Zucco, citato dal 1248, fu costruito successivamente al primo dagli stessi signori di Cucagna, come parte integrante di un imponente sistema fortificato imperniato sui due castelli. È ancora suggestiva la visione quasi cristallizzata del fortilizio, con gli imponenti paramenti murari e alcuni particolari difensivi tra cui le caditoie e la pusterla di accesso al mastio. Prima si può visitare la chiesetta castellana, edificata nel tardo Cinquecento da Gabriele di Zucco; al suo interno la bella Madonna del latte tra i santi Giovanni Battista e Giacomo risalente al secolo XIV.
Dopo il 1420 (conquista veneziana del Friuli) entrambi i Castelli persero la loro funziona strategica, e furono definitivamente abbandonati dopo il terremoto del 1511.
Ai castello si giunge ripercorrendo l'antico sentiero lastricato (ripido ma ben segnalato) attraverso il bosco, che parte dalla località di Santa Anastasia poco dopo l'imbocco della strada di Canal di Grivò a Faedis. Il sentiero conduce prima al Castello di Zucco, e successivamente prosegue fino al Castello di Cucagna.
|  |  |  |  |
|  |  |  |  |

|  |  |  |  |
|  |  |  |  |

### Castello di Soffumbergo
Il Castello di Soffumbergo, sito nell'omonima località della frazione di Campeglio, comune di Faedis, presidia la strada Cividalese che collega Cividale alla via Iulia Augusta. Il toponimo Soffumbergo deriva dal tedesco Scharfenberg che significa monte aguzzo, o rocca aguzza. Il castello, citato per la rima volta nel 1025, fu scelto come residenza estiva dal patriarca Bertoldo di Andechs, e da altri suoi successori vi soggiornarono (così Bertrando di San Genesio e Marquardo di Randeck). Esso fu tanto fortificato ed abbellito da essere denominato "la perla del Patriarcato". Nel '200 e '300 vi abitavano i signori di Soffumbergo, che parteciparono all'uccisione del patriarca Bertrando nel giugno 1350. Il successore sul seggio patriarcale, nella sua opera di repressione, prese per sé il castello di Soffumbergo, senza più infeudarlo. In seguito Soffumbergo passò ai Cividalesi che poi lo consegnarono al patriarca Filippo d'Alençon (1381-1387). Dopo la conquista veneziana del Friuli nel 1420, esso venne abbattuto nel 1441 e mai più ricostruito.
Il complesso castellano conserva i restii delle torri del recinto, la domus residenziale e la cappella castellana. In seguito ad alcuni saggi archeologici condotti nel 1993 sono strati recuperati numerosi frammenti di ceramica da mensa e da fuoco, con interessanti morivi decorativi, oggetti in bronzo, cuspidi di frecce, elementi di armature risalenti ai secoli XIII-XIV.
L'accesso è agevole tramite strada carraia ma non segnalato. Arrivati nell'abitato di Campeglio, è necessario seguire le indicazioni per la Chiesa di San Rocco (l'antica chiesa castellana, tuttora esistente) e seguire la via detta appunto Castellana, che conduce al colle sulla cui sommità, oltre la chiesa, è possibile visitare i resti del Castello.
|  |  |  |  |
|  |  |  |  |
|  |  |  |  |

### Castello di Zuccola di Cividale
Il Castello di Zuccola fu edificato sopra una delle prime colline a nord di Cividale, con funzione di controllo del punto in cui la strada Cividalese di collegamento con la via Iulia Augusta arriva alle porte della città, e incrocia la strada del Friuli che conduce a Udine verso Ovest, e in Slovenia attraverso le valli del Natisone verso Est. Ignoto è il periodo in cui l'edificio fu costruito, anche se sul sito già esisteva una fortificazione in epoca longobarda. Dal secolo XIII esso appartenne ai signori di Zuccola, di origine stiriana, vassalli del patriarca con l'ufficio di coppieri, che ben presto però nutrirono mire espansionistiche sulla vicina Cividale. Per questo il Patriarca ne ordinò la demolizione nel 1364, insieme ai vicini castelli di Guspergo e Ahrensperg.
Del Castello di Zuccola restano estesi resti murari nascosti nella vegetazione. L'area è raggiungibile a piedi partendo dal cartello indicatore situato sulla strada che conduce al locale attualmente noto come Castello di Cividale. Tuttavia l'accesso ai resti è reso assai difficoltoso dalla fitta vegetazione e dall'assenza di un sentiero praticabile.
|  |  |  |
|  |  |  |

### Castello di Guspergo (Uruspergo)
Il castello di Guspergo (Uruspergo) sorge sui rilievi alle spalle dell'abitato di Sanguarzo, e controlla il lato Nord della strada del Friuli che da Cividale si dirige, attraverso le valli del Natisone, verso l'attuale Slovenia, prima del passaggio obbligato sul ponte romano di Ponte San Quirino.
Il Castello è citato su fonte scritta per la prima volta nel 1160, e fu demolito nel 1364. Il sito è facilmente raggiungibile tramite strada carraia, procedendo oltre la Chiesa di San Floreano alle spalle dell'abitato di Guspergo. I resti visitabili si limitano a pochi alzati di muro nel mezzo della vegetazione.
|  |  |  |  |
|  |  |  |  |

### Castello di Gronumbergo
Il Castello di Gronumbergo (al tedesco Gruenenberg = Monte Verde) sorge sul monte Purgessimo, a ridosso del fiume Natisone, e controlla il lato Sud della strada del Friuli che da Cividale si dirige verso l'attuale Slovenia, prima del passaggio obbligato sul ponte romano di Ponte San Quirino. Insieme al dirimpettaio Castello di Guspergo, costituiva un essenziale sistema difensivo a protezione di una delle principali vie di accesso alla pianura friulana da Est, e a difesa dell'abitato di Cividale.
Si ritiene che il sito fosse occupato già nel 952, a difesa dalle incursioni ungare. Dal 1276 esso fu feudo dei signori di Gronumbergo, quindi passò ai nobili cividalesi de' Portis, che lo tennero fino al 1401, quando fu ereditato dai nobili Formentini.
I resti del castello si ergono ancora imponenti sulla pendice del monte Purgessimo, immersi in un lussureggiante ambiente naturale ricco di bellezza e di suggestione. Di grande interesse il fossato scavato nella roccia che proteggeva l'accesso, e le murature perimetrali, con paramenti esterni in conci accuratamente sbozzati e connessi tra loro, sulla cui sommità, in alcuni tratti, si intravedono ancora tracce della merlatura originale.
Il sito è raggiungibile a piedi in venti minuti attraverso un ripido sentiero, comunque ben segnalato, che parte dalla zona del bunker sulla strada che collega l'abitato di Purgessimo con Ponte San Quirino.
|  |  |  |  |
|  |  |  |  |

### Castello di Ahrensperg
Il castello di Ahrensperg si trova in località Biacis in comune di Pulfero, lungo la strada che costeggia da Nord il letto del fiume Natisone. Insieme al vicino castello di Antro, oggi scomparso, controllava questa importante arteria stradale, quale avamposto posizionato in un passaggio obbligato per chi volesse raggiungere Cividale senza passare dal ponte romano più a valle (Ponte San Quirino). Il castello è nominato come esistente a partire dal 1251 (“...quod castrum Ahrensperg debeat pertineri D. Patriarchae”), e fu successivamente assegnato a Volrico di Ermanno nel 1296. Assediato dal Conte di Gorizia nel 1306, fu più volte reclamato dal patriarca. Fu demolito nel 1364, stesso anno in cui pure furono demoliti i castelli di Zuccola, Urusbergo e Antro, nel quadro delle contese che contrapposero il Patriarca al duca d’Austria Rodolfo. Sopravvisse alla distruzione solo la torre quadrangolare, ancora oggi visibile e riutilizzata come prigione. Sul sito castellano fu edificata nel 1511 la chiesa dei Santi Giacomo ed Anna.
L’area castellana continuò ad essere frequentata anche dopo la distruzione, per il fatto che presso la chiesa si riunivano la Vicinia di Biacis e la Banca di Antro.
Il sito è facilmente visitabile dopo una breve camminata a piedi partendo dal borgo di Biacis. Attualmente sono in corso importanti lavori di recupero, che interessano la torre, l’annesso rustico e il sistema di copertura dello scavo archeologico che corrisponde al corpo principale del sistema castellano originario.
|  |  |  |
|  |  |  |

### Castello di Antro
Il sito castello di Antro si trova nell'omonima località in comune di Pulfero, poco oltre il sito di Ahrensperg lungo la strada che costeggia da Nord il letto del fiume Natisone.
ll posto è noto per la Grotta di San Giovanni d'Antro, un tempo parte del complesso castellano, e per il santuario importante meta di pellegrinaggi.
In periodo romano, la grotta fece parte, assieme al vallo costruito tra i fiumi Erbezzo e Natisone ed al castelliere del monte Barda, del sistema difensivo creato a protezione dei confini orientali. Nel periodo delle invasioni barbariche l'antro fu adibito a temporaneo rifugio dalla popolazione locale per sfuggire alle atrocità che venivano commesse: da qui il legame della grotta con la leggenda della regina Vida. Data la notevole altezza dell'ingresso (30 metri) dalla vallata sottostante, il primo abitante stabile della grotta fu probabilmente un anacoreta cristiano verso il V o VI secolo. Le prime opere murarie per realizzare una sistemazione che consentisse una comoda e lunga permanenza nel luogo furono probabilmente effettuate nel XII-XIII secolo.
Oggi poco resta dell'antico castello, a parte qualche traccia muraria e un forno di età medievale.
|  |  |  |
|  |  |  |

### Città fortificata di Cividale
La strategica posizione del sito di Cividale insediamento indusse i Romani a stabilirvi forse già alla metà del II secolo a.C un castrum, il quale fu in seguito elevato da Giulio Cesare a forum (mercato) con il nome di "Forum Iulii" poi divenuto identificativo di tutta la regione. Successivamente la località fu elevata a municipium e assurse al rango di capitale della Regio X Venetia et Histria allorché Attila rase al suolo Aquileia nel V secolo. Nel 568 giunsero dalla Pannonia i Longobardi, di origine scandinava, il cui re Alboino elesse subito la romana Forum Iulii a capitale del primo ducato longobardo in Italia. Ribattezzata la propria capitale Civitas Austriae, ossia "Città dell'Austria" (da cui il nome moderno), i longobardi vi eressero edifici imponenti e prestigiosi e nei dintorni fondarono strutture fortificate assegnate alle fare, ossia le stirpi nobili di quel popolo germanico. Nel 610 Cividale venne saccheggiata e incendiata dagli Avari. Nel 737, durante il regno di Liutprando e per sfuggire alle incursioni bizantine, il patriarca di Aquileia Callisto decise di trasferire qui la propria sede. Nel 775 il Ducato del Friuli fu invaso dai Carolingi che, sconfitti i Longobardi, istituirono la marca orientale del Friuli, mantenendo come capitale Civitas Austriæ. Quest'ultima divenne sede di un'importante corte, soprattutto durante il marchesato di Eberardo che attirò uomini di cultura da tutt'Europa.
Nel X secolo, ossia in epoca ottoniana, la marca friulana (ormai spopolata dopo le devastanti scorrerie degli Ungari) venne declassata a contea e inserita dapprima nella marca di Verona e quindi in quella di Carinzia. La ricomposizione dei poteri nelle mani degli imperatori di stirpe germanica lasciò un importante spazio ai patriarchi, i quali accrebbero i propri beni e il proprio potere sin dall'inizio del X secolo e nel 1077 divennero liberi feudatari del Sacro Romano Impero. Sorse così lo Stato patriarcale di cui Cividale rimase capitale, rivaleggiando dal XIII secolo con Udine, la quale era in forte ascesa grazie a una più congeniale posizione geografica, tanto che il patriarca Bertoldo di Andechs-Merania nel 1238 vi trasferì la propria sede. Le lotte intestine friulane, durante le quali Cividale era spesso alleata dei conti di Gorizia e dei nobili castellani contro Udine, trovarono via via una più serrata intensità sino a concludersi convulsamente nel 1420, quando Venezia si decise a invadere la regione. Cividale si diede per prima alla Serenissima, stipulando una solenne pace e una contestuale alleanza. Nei decenni successivi alcuni nobili progettarono di aprir le porte allo spodestato patriarca Ludovico di Teck, tornato nel 1431 alla testa di 4.000 ungari, ma il progetto fallì.

|  |  |  |  |
|  |  |  |  |